# 白子ショッピングタウンサンズ
白子ショッピングタウンサンズ（しろこショッピングタウンサンズ）は、三重県鈴鹿市にかつて所在した大型ショッピングセンター。イオン白子店を核店舗としていた。大規模小売店舗立地法上の正式名称はイオン白子サンズ。地元では「白子サンズ」または「サンズ」とも呼ばれる。
2021年2月20日の営業を最後に閉店し、全面建て替えの後はイオンスタイル鈴鹿白子を核店舗とする「そよら鈴鹿白子」として2024年3月28日に再オープンした。

## 概要
1975年オープンのジャスコ白子店（後のイオン白子店）の増築を機に、1989年4月に現名称の白子ショッピングタウンサンズとして開業した。
イオン連結子会社の白子商業開発がショッピングセンターを運営しており、建物は3階建てで、立体駐車場が隣接して配置されていた。前記の経緯により、建物の大部分は増床部であった。
イオン白子店は後述の一時休業の時点では、イオンリテールの運営する「イオン」店舗では6番目、東海地方に限ればイオン今池店（1969年にダイエー今池店として開業）に次いで古い店舗であった。
2021年2月20日を最後に営業を終了。閉店後、白子商業開発は清算され、解散した。
館内にはデジタルからくり時計のロボット「サンちゃん」「ズン太くん」が設置され、長年親しまれていたが、当店閉店後はイオン津ショッピングセンター（三重県津市）に移設されていた。
2024年3月28日、イオンリテールの新形態ショッピングセンター「そよら」として「そよら鈴鹿白子」をオープン。イオン白子店は同施設の核店舗「イオンスタイル鈴鹿白子」として店名変更・業態転換された。また、建て替えの完了やイオン津ショッピングセンターが同年2月12日に閉店した事から、サンちゃんとズン太くんはそよら鈴鹿白子に戻されることになった。

## テナント

### 閉店時点で営業していたテナント
- イオン白子店
- きもの処 染重 - 閉店後、四日市市内のイオン四日市尾平店2階に移転[18]

### 閉店以前に撤退したテナント
- ジャスコファミリーシアター白子シネマ[14]
- ジャスコスポーツクラブ THE SPACE[14]
- タカキュー[14]

## 周辺
- 白子駅
- 江島総合スポーツ公園
- 鈴鹿警察署